# J-League de 2015
A J-League de 2015 foi a 23º edição da liga de futebol japonesa profissional J-League. Foi iniciada em março e com término em dezembro de 2015.
O campeonato teve 16 clubes. O Sanfrecce Hiroshima foi o campeão, sendo o vice Urawa Red Diamonds.

## Classificação final
- Soma da Primeira e Segunda fase.
| Pos | Equipe                  | Pts | J  | V  | E  | D  | GP | GC | SG  | Classificação ou descenso     |
| --- | ----------------------- | --- | -- | -- | -- | -- | -- | -- | --- | ----------------------------- |
| 1   | Sanfrecce Hiroshima (Q) | 74  | 34 | 23 | 5  | 6  | 73 | 30 | +43 | Liga dos Campeões da AFC      |
| 2   | Urawa Red Diamonds (Q)  | 72  | 34 | 21 | 9  | 4  | 69 | 40 | +29 | Liga dos Campeões da AFC      |
| 3   | Gamba Osaka (Q)         | 63  | 34 | 18 | 9  | 7  | 56 | 37 | +19 | Liga dos Campeões da AFC      |
| 4   | FC Tokyo                | 63  | 34 | 19 | 6  | 9  | 45 | 33 | +12 |                               |
| 5   | Kashima Antlers         | 59  | 34 | 18 | 5  | 11 | 57 | 41 | +16 |                               |
| 6   | Kawasaki Frontale       | 57  | 34 | 17 | 6  | 11 | 62 | 48 | +14 |                               |
| 7   | Yokohama F. Marinos     | 55  | 34 | 15 | 10 | 9  | 45 | 32 | +13 |                               |
| 8   | Shonan Bellmare         | 48  | 34 | 13 | 9  | 12 | 40 | 44 | −4  |                               |
| 9   | Nagoya Grampus          | 46  | 34 | 13 | 7  | 14 | 44 | 48 | −4  |                               |
| 10  | Kashiwa Reysol          | 45  | 34 | 12 | 9  | 13 | 46 | 43 | +3  |                               |
| 11  | Sagan Tosu              | 40  | 34 | 9  | 13 | 12 | 37 | 54 | −17 |                               |
| 12  | Vissel Kobe             | 38  | 34 | 10 | 8  | 16 | 44 | 49 | −5  |                               |
| 13  | Ventforet Kofu          | 37  | 34 | 10 | 7  | 17 | 26 | 43 | −17 |                               |
| 14  | Vegalta Sendai          | 35  | 34 | 9  | 8  | 17 | 44 | 48 | −4  |                               |
| 15  | Albirex Niigata         | 34  | 34 | 8  | 10 | 16 | 41 | 58 | −17 |                               |
| 16  | Matsumoto Yamaga (R)    | 28  | 34 | 7  | 7  | 20 | 30 | 54 | −24 | Despromovido J. League 2 2016 |
| 17  | Shimizu S-Pulse (R)     | 25  | 34 | 5  | 10 | 19 | 37 | 65 | −28 | Despromovido J. League 2 2016 |
| 18  | Montedio Yamagata (R)   | 24  | 34 | 4  | 12 | 18 | 24 | 53 | −29 | Despromovido J. League 2 2016 |

## Artilheiros
| Pos | Jogador       | Clube               | Gols |
| --- | ------------- | ------------------- | ---- |
| 1   | Yoshito Ōkubo | Kawasaki Frontale   | 23   |
| 2   | Douglas       | Sanfrecce Hiroshima | 21   |
| 3   | Takashi Usami | Gamba Osaka         | 19   |
| 4   | Yohei Toyoda  | Sagan Tosu          | 16   |
| 5   | Cristiano     | Kashiwa Reysol      | 14   |
| 6   | Yuki Muto     | Urawa Red Diamonds  | 13   |
| 7   | Shinzo Koroki | Urawa Red Diamonds  | 12   |
| 7   | Patric        | Gamba Osaka         | 12   |
| 7   | Hisato Sato   | Sanfrecce Hirsohima | 12   |
| 10  | Genki Omae    | Shimizu S-Pulse     | 11   |